# Hotel Herbich
Hotel Herbich je český třináctidílný televizní seriál z roku 1999, natočený režisérem Hynkem Bočanem podle scénáře Petra Zikmunda.

## Děj
Seriál se odehrává po Sametové revoluci v letech 1989–1993.
Nemocná Ada Herbichová leží v nemocnici, po sametové revoluci se její stav zlepší. Přijede za ní i mladší syn Tomáš, který za komunismu emigroval do Německa, kde se stal profesorem literatury. Potká se i s bratrem Karlem, náměstkem a sestrou Helenou, oční lékařkou. Rodina si uvědomí svou šanci dostal zpět hotel, který vybudoval jejich předek Hanuš Herbich. Šlo o luxusní hotel, který obklopoval park a tenisové kurty, po roce 1948 Herbich o hotel přišel a i kvůli tomu zemřel na infarkt.
Karel přijde o místo náměstka, nastoupí na poště. Rozpadne se mu manželství, nerozumí si se synem Rudolfem. Odstěhuje se ke své milence Ireně Loudové, která byla jeho sekretářkou. Helena je Adinou nemanželskou dceru, je rozvedená a stará se o svou 17letou dceru Martinu. Schází se s chirurgem Krausem. Chtěla by se ucházet o místo primářky. Tomáš píše knihu o Goethovi. Potká se s Heleniným otcem, obchodníkem Julienem Bowdenem. Ten si 40 let dopisuje s Adou, dopisy čiší láskou, ale pravda je jiná. Helena matce prozradí, že Julien byl celou dobu ženatý, pro Adu je to šok. Helena zastupuje primáře a bojuje o primariát s doktorem Vítkem. Požádá o pomoc svého bývalého manžela, který pracuje na ministerstvu. Vítek dostane nabídku na stáž v USA.
Hotel se vrací do vlastnictví rodiny Herbichových, ředitelského postu se ujímá Karel, který má velké plány do budoucna. V bance sjedná vysoký úvěr, nakoupí drahé vybavení a pustí se do stavby krytých tenisových kurtů. Karel se pořád dohaduje s personálem, jeho část tak raději odchází. Kvůli hluku a prachu ze stavby hotel opouštějí i zahraniční hosté a hotel se dostává do problémů. Karel požádá o pomoc svého syna Rudolfa. Ten mu navrhne prodej hotelu doktoru Weissmanovi, který zastupuje zahraniční hotelové konsorcium. Hotel zkrachuje. Rudolfovi se podaří přesvědčit všechny Herbichovy sourozence, aby prodej hotelu podepsali. Ovšem Ada se odmítá vzdát bez boje, vymámí z Weissmana souhlasné podpisy svých dětí a přiměje jej, aby od obchodu odstoupil. Poté vyrazí do Německa za Tomášem, aby se ujal řízení hotelu. Ten však dostal nabídku přenášet na prestižní univerzitě v Americe a účasti na mezinárodním kongresu. Celá jeho rodina z toho má obrovskou radost.
Tomáš svolí a s matkou a její kamarádkou Lili se vrací do hotelu. Banka trvá, aby hotel splácel dluhy, které Karel udělal. Sourozenci musí vykonávat všechny práce v hotelu, moc jim to však nejde. Helena uklízí a z Karla se stane topič. Irena odejde od Karla a sblíží se s Tomášem. Karel těžce snáší ztrátu prestiže i odchod Ireny, pije. Rodině Tomáše do Německa napíše o vztahu Tomáše s Irenou, aby se mu pomstil. Tomáš objíždí tenisové kluby v Německu, aby sehnal klienty pro hotel. V hotelu se koná ozdravný pobyt dětského domova. Helena pomáhá nemocnému Františkovi.
V zimě v noci v hotelu Herbich vypukne požár, hotel je následkem toho neobyvatelný. Rodině chybí peníze na splátky i na opravu hotelu. Stará paní Herbichová znovu onemocní, Helena ji odveze do nemocnice, kde dostane nabídku na místo na očním oddělení. Tomáš požádá o půjčku tchána, ten mu ukáže dopis o jeho nevěře od Karla a půjčit mu odmítne. Tomáš prodá své auto, aby mohl zaplatit splátky. Z Ameriky přijde zpráva, že by chtěli uspořádat goethovský kongres v hotelu Herbich. Ten se připravuje na důležitou akci. Vedení hotelu se ujme mladý ředitel Dvořáček. Helena nastupuje v nemocnici, opět se sblíží se svým přítelem, doktorem Krausem a stará se o malého Františka.

## Obsazení
| Blanka Bohdanová     | Ada Herbichová    |
| Květa Fialová        | Lili              |
| Miroslav Donutil     | Karel Herbich     |
| Jan Hartl            | Tomáš Herbich     |
| Zuzana Bydžovská     | Helena Herbichová |
| Pavel Kříž           | doktor Kraus      |
| Rudolf Hrušínský ml. | Drábek            |
| František Němec      | ředitel hotelu    |
| Simona Postlerová    | Irena             |
| Zlata Adamovská      |                   |
| Martin Dejdar        | Dvořáček          |
| Veronika Freimanová  | Barbora           |
| Luděk Munzar         |                   |
| Anna Polívková       | Martina           |
| Klára Jerneková      | Madla             |
| Vilém Udatný         | Rudolf            |
| Jan Hrušínský        |                   |
| Jan Kačer            | Primář            |
| Jiří Langmajer       | doktor Vítek      |
| Svatopluk Beneš      | Kostohryz         |
| Pavel Landovský      |                   |
| Vladimír Ráž         |                   |
| Rozita Erbanová      | Anička            |
| Veronika Žilková     | Rabasová          |
| Barbora Munzarová    | Zuzana            |
| Kamil Halbich        | Panýrek           |
| Pavel Nový           | Sýs               |
| Jitka Asterová       | Anna              |
| Dáša Kouřilová       | sestra s kyticí   |
| Bořivoj Navrátil     |                   |
| František Řehák      |                   |
| Claudia Vaseková     | sestřička         |

## Seznam dílů
1. Horký týden
2. Dědictví
3. Rodinný výlet
4. Časová tíseň
5. Hranice
6. Opilý skřítek
7. Sekyra
8. Dluh
9. Rodinná večeře
10. Deník
11. Dlaň na tváři
12. Pandořina skříňka
13. Skřítkův poslední kousek